# Британская почта в Восточной Аравии

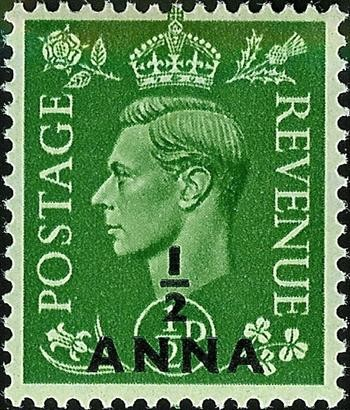
Почтовая марка Великобритании с надпечаткой нового тарифа, выпущенная в 1948 г.

Британская почта в Восточной Аравии выпускала первые почтовые марки, которые были в обращении в Абу-Даби, Бахрейне, Дубае, Кувейте, Маскате и Катаре. Маскат и Дубай полагались на индийскую почтовую администрацию до 1 апреля 1948 года, когда после раздела Британской Индии там были созданы британские почтовые агентства. В Катаре были открыты два агентства: в Дохе (август 1950 года) и Умм-Саиде (февраль 1956 года). В Абу-Даби агентство было открыто на острове Дас в декабре 1960 года и в городе Абу-Даби 30 марта 1963 года. Агентства также обеспечивали почтовыми марками Бахрейн до 1960 года и Кувейт во время нехватки марок в 1951—1953 годах.
Почтовое агентство в Дубае выпустило почтовые марки Договорных государств 7 января 1961 года. По мере создания каждым государством собственных почтовых администраций британские почтовые отделения закрывались. Даты их закрытия: в Катаре — 23 мая 1963 года; в Дубае — 14 июня 1963 года; в Абу-Даби — 29 марта 1964 года; и наконец в Маскате — 29 апреля 1966 года.

## Маскат
Первое почтовое отделение в регионе открылось в Маскате 1 мая 1864 года. Первоначально оно подчинялось бомбейскому округу, но в апреле 1869 года было передано в округ Синд (Карачи), а затем обратно Бомбею в 1879 году. До 1970 года работало только одно отделение. Контроль над почтой вскоре перешел Пакистану после раздела Британской Индии, а затем — Великобритании. После закрытия британского агентства султанат Маскат и Оман принял контроль над почтой с 30 апреля 1966 года.
В Маскате использовались индийские почтовые марки с 1 мая 1864 года до 19 декабря 1947 года. Почтовые марки Пакистана были в обращении с 20 декабря 1947 года до 31 марта 1948 года, а почтовые марки британского агентства — с 1 апреля 1948 года до 29 апреля 1966 года.
Первыми почтовыми марками, специально выпущенными для Маската, стал индийский выпуск с надпечатками, эмитированный 20 ноября 1944 года в честь двухсотлетия династии Аль Саид. Выпуском марок пятнадцати номиналов от трёх пайс до двух рупий была индийская стандартная серия 1940—1943 годов с изображением Георга VI, надпечатанная арабским письмом текстом «Аль- бу-Саид 1363».
Первыми британскими почтовыми марками были девять стандартных марок имен Георга VI с надпечаткой новых тарифов с надпечатками новых тарифов от половины анны до двух рупий. Стэнли Гиббонс зафиксировал двенадцать различных выпусков британских почтовых марок с надпечатками в Маскате с различным количеством номиналов. Эти выпуски были в основном стандартными, но включали в себя некоторые памятные марки, такие как серии, посвящённые Всемирному почтовому союзу 1949 года и юбилею скаутского движения 1957 года.

## Бахрейн
1 августа 1884 года в Манаме было открыто почтовое отделение Бушира под управлением Индии. В обращении были индийские почтовые марки и с 10 августа 1933 года на них была сделана надпечатка «BAHRAIN» («Бахрейн»). С 1 апреля 1948 года управление почтой находилось в руках британского почтового агентства до тех пор, пока почтовая служба Бахрейна не смогла сменить его 1 января 1966 года. Британские выпуски с надписью «BAHRAIN» и с надпечаткой нового тарифа в аннах или рупиях использовались до тех пор, пока 1 июля 1960 года не были выпущены первые почтовые марки специально для Бахрейна.

## Кувейт
21 января 1915 года было открыто почтовое отделение под управлением Индии, которое было предложено еще в 1904 году. Управление почтовым отделением осуществлялось из Ирака до апреля 1941 года, а затем индийским и пакистанским почтовыми ведомствами до тех пор, пока контроль над почтой не перешёл британскому почтовому агентству 1 апреля 1948 года. Контроль перешел к кувейтским властям 31 января 1959 года. Индийские почтовые марки использовались до 1923 года, когда на них начали делать надпечатку «KUWAIT» («Кувейт»). С мая 1941 года по 1945 год снова использовались индийские почтовые марки без надпечаток. Первым британским выпуском 1 апреля 1948 года стали стандартные марки Георга VI с надпечаткой «KUWAIT» и с номиналом в аннах или рупиях. Почтовые марки специально для Кувейта были впервые выпущены 1 февраля 1959 года.

## Катар
Выпуски Маската появились в Катаре в мае 1950 года, когда открылось почтовое отделение в Дохе при британской администрации. До этого небольшие объемы почты направлялись через почтовое отделение Бахрейна с использованием почтовых марок Бахрейна. Дополнительные почтовые отделения открылись в Умм-Саиде 1 февраля 1956 года и в Духане 3 января 1960 года. Выпуски Маската оставались в обращении до 1957 года, когда были выпущены британские почтовые марки с надпечаткой «QATAR» («Катар»). Первые почтовые марки, выпущенные специально для Катара, были эмитированы 2 сентября 1961 года пяти типов от пяти новых пайс до десяти рупий. Полный контроль над почтой перешёл к почтовому ведомству Катара 23 мая 1963 года.

## Дубай
Марки, выпущенные в Маскате, продавались в Дубае до 6 января 1961 года. Два типа марок Договорных государств, которые имели одиннадцать номиналов, были введены с 7 января 1961 года по 14 июня 1963 года и были доступны только в Дубае. В Дубае было одно почтовое отделение индийского происхождения, подчинявшееся округу Синда, которое было открыто 19 августа 1909 года. До 1947 года в обращении были индийские почтовые марки, которые можно идентифицировать по гашению «Dubai Persian Gulf» («Дубай. Персидский залив»). Пакистанские почтовые марки использовались до 31 марта 1948 года, а затем выпуски британского агентства, как в Маскате. Дубай взял на себя контроль над почтовой службой в июне 1963 года, когда закрылось британское почтовое агентство, и в том же году начал выпуск собственных почтовых марок.

## Абу-Даби
Почтовое отделение британского агентства открылось в Абу-Даби 30 марта 1963 года, почтовая связь до этого осуществлялась через почтовое отделение на Бахрейне. Второе почтовое отделение был открыто на нефтяном строительстве на острове Дас 6 января 1966 года. Британские почтовые марки с надпечатками, использовавшиеся в Маскате, появились в Абу-Даби и на острове Дас в декабре 1960 года. Выпуски специально для Абу-Даби вышли 30 марта 1964 года, а контроль над почтовой службой перешёл к местным властям 1 января 1967 года.